# Gayatri Reddy (socialite)
Gayatri Reddy (nascido em 21 de setembro de 1986) é conhecido principalmente como o rosto e o dono dos agora extintos Deccan Chargers na Indian Premier League. Ela é filha de T. Venkattram Reddy, proprietário da Deccan Chronicle.
Quando a Indian Premier League começou em 2008, Gayatri ajudou o pai a montar a equipe dos Deccan Chargers. Ela escolheu jogadores para o time e se tornou uma presença constante nos jogos do time, "acrescentando uma dose refrescante de glamour", segundo um escritor do India Today.
Gayatri Reddy estudou na University College London, onde recebeu o título de bacharel em administração de obras. Desde 2013, é editora de recursos do jornal Deccan Chronicle. Ela escreve sobre "viagens, moda, esportes e culinária e entrevista celebridades".